# Sotto un unico impero
Sotto un unico impero è un romanzo storico di Simon Scarrow ambientato nel 52 d.C., pubblicato in Italia nell'ottobre del 2015 dalla casa editrice Newton Compton.
È il tredicesimo romanzo della Eagles of the Empire Series con protagonisti Macrone e Catone.

## Trama
È il febbraio del 52 d.C., dodicesimo anno del regno dell'Imperatore Claudio, Musa, spia di Pallante, consigliere dell'imperatore, viene catturato a Roma nel quartiere della Suburra. Interrogata, la spia confesserà le vere intenzioni del suo padrone. Questi, in Britannia, sta tramando per aiutare Carataco, capo di una delle tribù che si oppone alla conquista romana dell'isola, sabotando l'esercito romano. Tra i suoi obiettivi ci sarebbe anche quello di eliminare i due eroi che da sempre sono in prima linea per difendere l'onore di Roma, il Prefetto Catone ed il centurione Macrone. Narciso, il segretario imperiale, preoccupato che le trame possano essere reali, invia in Britannia Settimio, suo figlio, che prende contatto con Macrone e Catone sotto le mentite vesti di Ipparco, un mercante di vini, e li allerta sul rischio che stanno correndo.

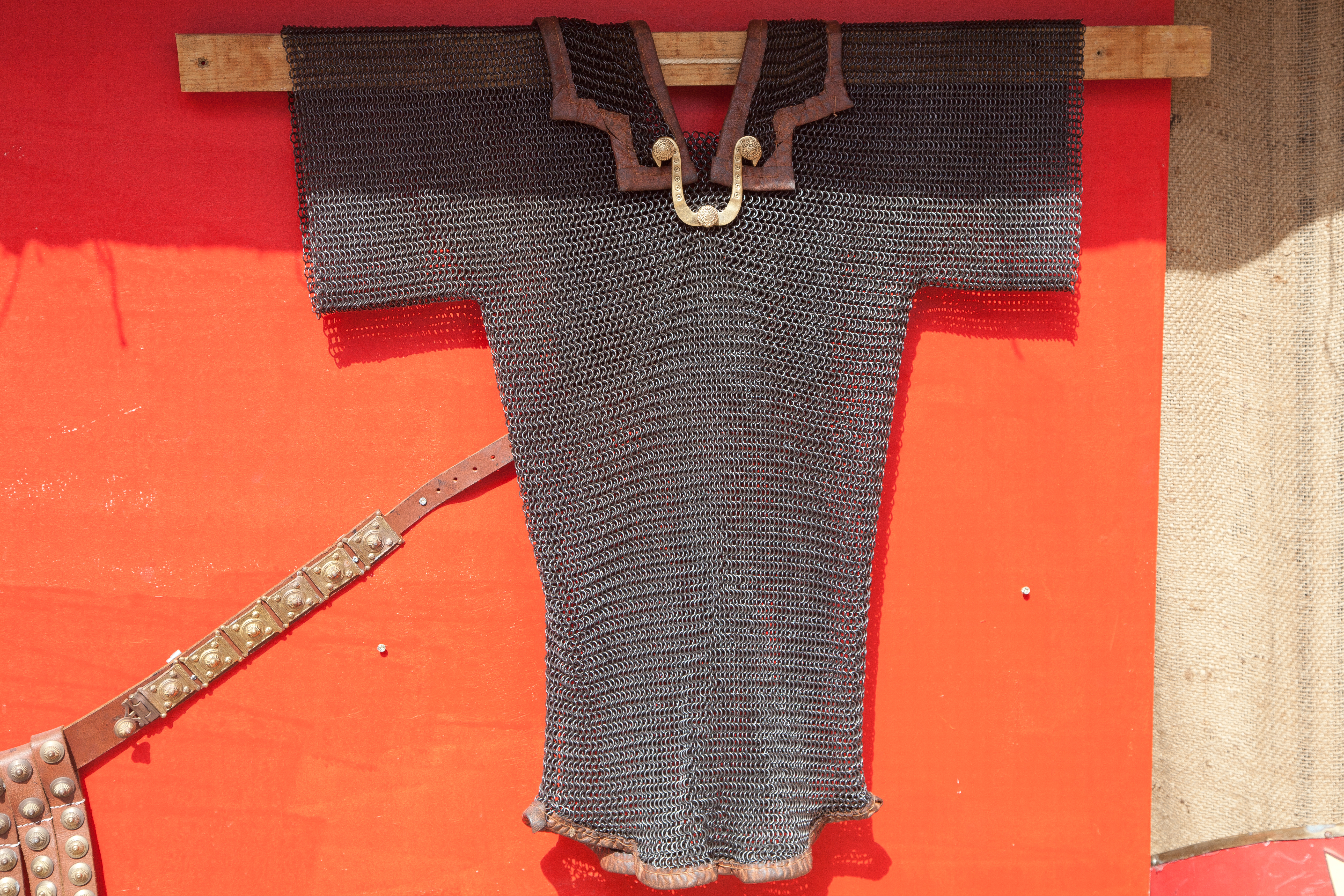
Una lorica hamata. Catone acquista la sua nuova armatura dal mercante Ciro di Palmira nella moderna versione rivettata.

Frattanto il Generale Ostorio è da mesi all'inseguimento dell'esercito ribelle, guidato da Carataco, e lo raggiunge nei pressi di una collina fortificata. Ostorio riunisce il suo comando per impartire gli ordini per l'assalto alla fortezza e relega Catone e Macrone alla scorta delle salmerie. La mattina dopo Ostorio lancia all'assalto le sue legioni che alla prima ondata vengono respinte con gravi perdite. Catone tenta di convincere il Generale a non ritentare l'assalto, ma questi lo caccia in malo modo, offeso per la critica ai suoi piani.
 
Come temuto da Catone anche la seconda ondata si impantana alle pendici della collina. A questo punto Catone, ovviamente senza chiedere il consenso al Generale, lascia la sua posizione di guardia alle salmerie e lancia all'assalto i suoi uomini guadando il fiume in un punto più lontano non visto dai britanni. La sua intenzione è quella di aggirare la collina e prendere alle spalle il nemico. La mossa si rivela decisiva e l'esercito di Carataco viene messo in fuga. Con un'ulteriore mossa ardita, e sempre non rispettando le direttive ricevute, Catone si pone all'inseguimento dei fuggitivi e riesce a prendere prigioniero Carataco e la sua famiglia.

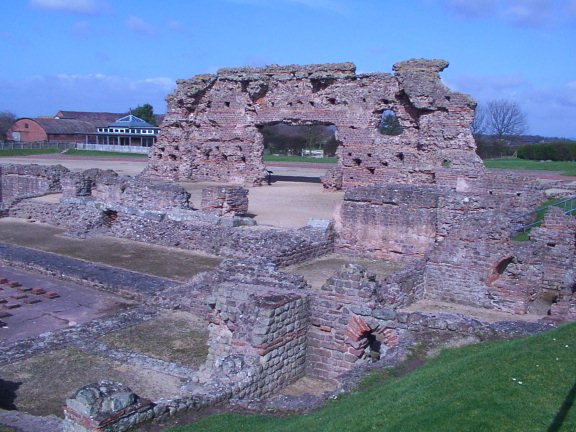
Rovine romane di Viroconium. Nella fortezza legionaria Macrone addestra le nuove reclute.

Tornati al campo il Generale convoca lo stato maggiore per festeggiare la vittoria e la cattura di Carataco. Finiti i brindisi e le bevute Macrone e Catone tornano ai propri alloggi e scoprono che Carataco è fuggito, forse aiutato in quanto le due guardie sono state uccise. Dopo vane ricerche del fuggitivo, Ostorio fa smontare il campo e riporta le Legioni a Viroconium, dove nuove reclute vengono inquadrate per riorganizzare la legione. Viste le gravi perdite subite negli ultimi scontri, le reclute assegnate a Catone e Macrone sono fondamentali e, nonostante abbiano già effettuato alcuni mesi di addestramento con la Seconda Legione ad Isca Dumnoniorum, cominciano subito un duro addestramento sotto la guida di Macrone e del decurione Mirone.
Ostorio riceve il nobile Vellocato quale ambasciatore da parte di Cartimandua, regina dei Briganti ed alleata dei romani, che lo informa che Carataco è giunto ad Isurium, la capitale del suo regno, ed al momento è sotto la protezione del suo consorte Venuzio. Proprio mentre comunica questa notizia agli ufficiali, Ostorio si sente male e rimane sotto le cure del chirurgo della Ventesima Legione, che lo dichiara temporaneamente inadatto a svolgere le sue mansioni. Pertanto il Legato Quintato, in veste di ufficiale più anziano, assume temporaneamente la carica di governatore al posto di Ostorio.
Come prima attività Quintato organizza una spedizione per mettersi sulle tracce di Carataco, guidata dal Tribuno Otone, con Catone e Macrone e le loro rispettive coorti, il prefetto Orazio con la sua coorte di ausiliari ispanici, e la settima ed ottava coorte della Nona Legione, guidate rispettivamente dai centurioni anziani Gaio Statilio e Marco Polemo Acer. Inoltre faranno parte della spedizione Poppea, la moglie di Otone, Vellocato in veste di guida ed interprete e Settimio sempre sotto le mentite spoglie del mercante di vini. Catone mal digerisce che il comando militare della missione venga affidato ad Orazio, e che lui ne sia il sottoposto, ma ancor di più rimane perplesso della necessità di portare Poppea, giustificata da Otone come strategica per ammorbidire i colloqui da intrattenere con la regina.
La spedizione attraversa il territorio degli alleati Cornovi per poi superare il confine della provincia romana con il territorio dei Briganti. Appena entrati nel territorio della regina alleata, i romani vengono fermati da Belmato, fratello di Venuzio, che li invita a tornare nel territorio romano o di essere annientati dai suoi uomini. Otone mette in avanguardia Catone con i suoi Corvi Sanguinari e ordina di proseguire senza rispondere alle provocazioni dei britanni, la strategia funziona in quanto lo stesso Belmato ha ricevuto il medesimo ordine da Venuzio, con la conseguenza che la colonna romana passa attraverso le file rivali senza che vi siano problemi. Dopo pochi giorni la spedizione giunge alle porte di Isurium e viene immediatamente allestito un campo fortificato poco fuori dalla città; vengono anche installate le baliste sulle torrette perimetrali. 
Avuta la certezza che Carataco si trova presso la corte della regina, Otone porta con sé Catone, Macrone, Poppea, Vellocato e due guardie del corpo, presso la residenza di Cartimandua, con l'intento di farsi consegnare Carataco. La regina, tenendo fede all'alleanza con i romani, promette di consegnare il prigioniero, ma non prima della mattina successiva, in quanto per la serata ha organizzato un banchetto per tutti. Aggiunge però che i romani gli dovranno pagare, entro due mesi, 75000 denari per il favore che stava facendo a Roma. Otone messo alle strette non può che accettare l'accordo.
Poco prima di recarsi al banchetto i romani vengono raggiunti da un messaggero che consegna un messaggio ad Otone, il quale viene a sapere che Ostorio è deceduto. Otone comunica quindi a Catone e Macrone che la notizia deve rimanere segreta, almeno fino a che non abbiano portato Carataco al forte. Recatisi quindi al banchetto si ritrovano allo stesso tavolo di Carataco e, appena giunge Cartimandua, Venuzio prende la parola e comunica a tutti, compresi i romani, che è venuto a conoscenza della morte del Generale Ostorio. La morte del Generale viene vista come un segnale divino per far riprendere le ostilità contro i romani e la sala comincia a divenire rovente per Otone ed il suo seguito. La Regina riesce a far allontanare dal banchetto Catone e gli altri romani prima che i Briganti, sempre più aizzati dai loro capi, possano aggredirli. 
I romani rientrano al campo e dopo poco Vellocato li raggiunge, riuscendo a sfuggire agli uomini di Venuzio che provavano a catturarlo, e comunica al tribuno che la Regina è stata catturata e imprigionata, e la fazione guerrafondaia guidata da Venuzio e Belmato, con l'aiuto di Carataco, sta prendendo il sopravvento.

Otone preferirebbe ritirarsi ma Orazio riesce ad imporsi ed assume il comando. Si decide quindi di intervenire in supporto della Regina e durante un primo tentativo di assaltare la fortezza Orazio viene ucciso assieme al centurione Statilio, e Catone per anzianità diviene il comandante militare della spedizione.

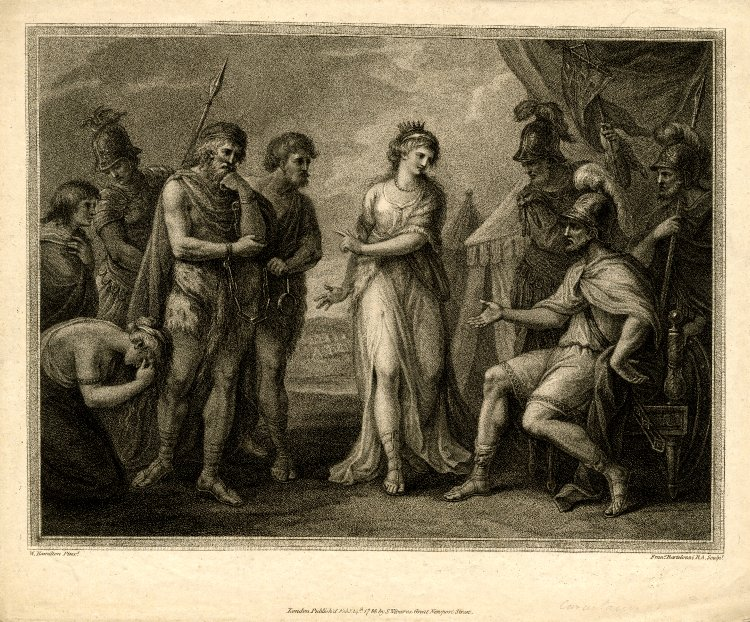
La regina Cartimandua consegna Carataco al Generale Ostorio dopo che Catone e Macrone lo hanno fatto prigioniero.

Con la solita scaltrezza, Catone e Macrone riescono ad avere la meglio dei difensori e raggiungono Carataco che, messo alle strette, minaccia di morte Cartimandua puntandole un pugnale al cuore. Catone e Macrone lo convincono che ormai non ha speranze di salvarsi e fanno prigioniero Carataco.
Ritornati all'accampamento smascherano il traditore e spia di Pallante che per tutto il tempo ha provato a ostacolare la spedizione Romana in Britannia, Settimio, e lo giustiziano sul posto. Rinunciano all'idea di comunicare a Narciso che il figlio lo ha tradito per non rimanere immischiati in vendette trasversali.
Ricevono quindi un messaggio da Quintato che gli ordina di rientrare immediatamente a Viroconium per essere di supporto contro la ribellione, appena scoppiata, degli Ordovici.

## Personaggi
- Lucio Cornelio Macrone: Centurione della Quarta Coorte della Quattordicesima Legione.
- Quinto Licinio Catone: Prefetto della Seconda Coorte Tracia di cavalleria.
- Musa: Spia al soldo del consigliere imperiale Pallante.
- Petulo: Monello cencioso al soldo degli sgherri di Narciso.
- Narciso: Segretario imperiale e stretto consigliere dell'imperatore Claudio.
- Anco: Sgherro, specializzato in torture, agli ordini di Narciso.
- Pallante: Consigliere di Claudio.
- Settimio: Figlio e spia del segretario imperiale Narciso.
- Ciro di Palmira: Mercante siriano di armature.
- Trace: Ausiliario di cavalleria, assegnato come assistente di Catone.
- Publio Ostorio Scapula: Governatore della Britannia.
- Petillio: Tribuno della Quattordicesima Legione.
- Carataco: Re dei Catuvellauni, alla guida della rivolta contro i Romani.
- Cartimandua: Regina dei Briganti, alleata dei Romani.
- Marco Silvano Otone: Tribuno anziano della Nona Legione.
- Marcello: Prefetto del Campo.

- Orazio: Prefetto della Coorte Ausiliaria Ispanica.
- Giulia Sempronia: Figlia del senatore Sempronio e sposa di Catone.
- Gaio Porzio: Tribuno responsabile delle provviste.
- Quintato: Legato della Quattordicesima Legione Gemina.
- Osidio Geta: Legato della Nona Legione Hispana.
- Poppea Sabina: Moglie del Tribuno Otone.
- Venuzio: Marito di Cartimandua, si schiera dalla parte di Carataco ed affronta i Romani per difenderlo.
- Mirone: Decurione anziano della Seconda Coorte Tracia.
- Crispo: Centurione della Quarta Coorte della Quattordicesima Legione.
- Domato: Optio della Quattordicesima Legione.
- Gneo Loreno: Recluta legionaria.
- Avergo: Decurione a capo delle reclute Batave di rinforzo alla Seconda Coorte Tracia.
- Vellocato: Rappresentante personale di Cartimandua.
- Gaio Statilio: Centurione anziano della Settima Coorte della Nona Legione.
- Marco Polemo Acer: Centurione anziano dell'Ottava Coorte della Nona Legione.
- Lebausco: Centurione anziano dell'Ottava Coorte della Nona Legione.
- Belmato: Fratello di Venuzio e cugino di Vellocato.
- Trabone: Capo della guardia del corpo di Cartimandua.

## Ambientazione
| Anno    | Età Macrone | Età Catone | Ambientazione |
| ------- | ----------- | ---------- | ------------- |
| 52 d.C. | 44 anni     | 27 anni    |               |

## Edizioni
- Simon Scarrow, Sotto un unico impero, traduzione di Cristiana Giotti, collana Nuova Narrativa Newton, Newton Compton, 29 ottobre 2015,  p. 381, ISBN 978-88-541-8488-6.
- Simon Scarrow, Sotto un unico impero, traduzione di Cristiana Giotti, collana Gli Insuperabili Gold, Newton Compton, 2 gennaio 2017,  p. 381, ISBN 978-88-227-0024-7.

## Analisi
- Sotto un unico impero è il secondo romanzo consecutivo che vede i protagonisti nuovamente in Britannia. Infatti per ben sei romanzi precedenti[5] le vicende di Macrone e Catone sono state ambientate in giro per il resto dell'Impero romano.

- È il secondo, di tre romanzi consecutivi[6], in cui si narrano le vicende della Seconda coorte Tracia di cavalleria soprannominata I corvi sanguinari.

- È il secondo romanzo in cui compare il personaggio di Settimio. La precedente apparizione risale al romanzo Il pretoriano.[7].

- È il secondo romanzo in cui compare il personaggio di Quintato, Legato della Quattordicesima Legione. La precedente apparizione risale al romanzo precedente Il sangue dell'impero.